# Drumena Cashel
Das Drumena Cashel liegt zwischen den Orten Castlewellan und Kilcoo, an einem Hügel oberhalb des Wasserreservoirs Lough Island Reavy, im County Down in Nordirland. Es ist ein anhand der Ausgrabungsergebnisse in den mittleren 1920er Jahren rekonstruiertes ovales Steinfort von 40 mal 32 m Durchmesser, das anhand der Funde aus frühchristlicher Zeit (5.–11. Jahrhundert) stammt. 

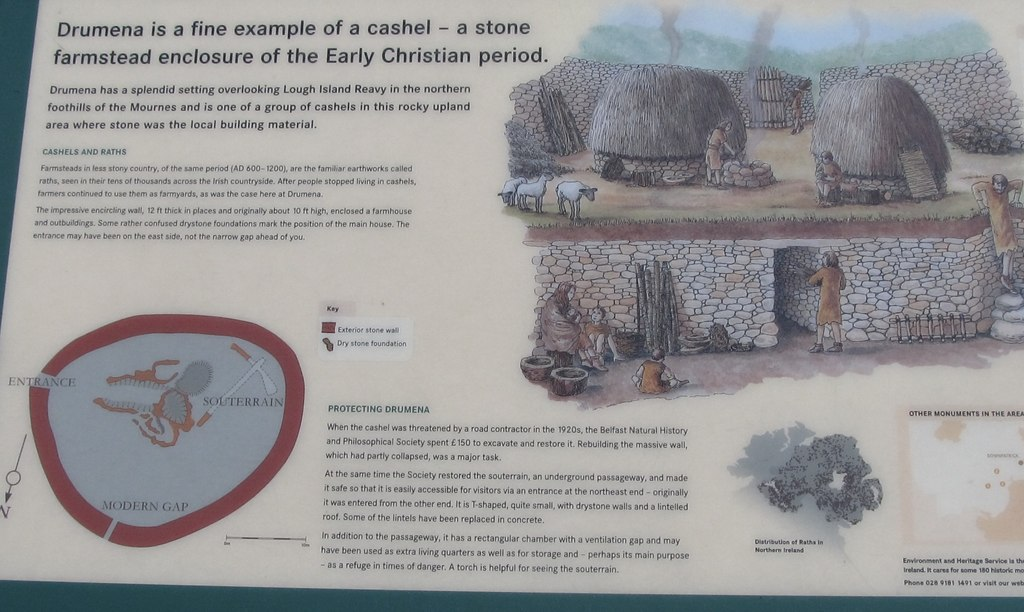
Infotafel

## Beschreibung
Die einfassende Trockensteinmauer hat 2,7 bis 3,6 m Dicke und ist über zwei Meter hoch. Ihre äußeren und inneren Sichtflächen wurde aus glatten, im unteren Bereich größeren, Steinen errichtet. Der Mauerkern besteht dagegen aus Rollsteinen. Am Rande des Ovals liegt ein kleines etwa T-förmiges Souterrain aus seitlichen Trockenmauerwerk und einer flachen Decke aus Steinplatten. Einige Fundamentreste, die Teile eines Gebäudes sein könnten, sind im Innenbereich ebenfalls erhalten. 

## Kontext
Cashels bezeichnet man auf der irischen Insel regional auch als Caher, Cathair oder Dun oder allgemeiner als Steinfort (engl. Stonefort). Es handelt sich meist um runde, unregelmäßige oft aber auch ovale Einhegungen. Ihrer Datierung und Funktion ist ähnlich den aus Gräben und Erdwällen bestehenden Raths. Sie werden nur sehr selten von Gräben umschlossen. Während Raths in den übrigen Landschaften vorkommen, kommen die Cashels dort vor wo Gräben schwierig anzulegen sind aber Steinmaterial zur Verfügung steht.

## Zeitstellung
Die Anlagen wurden von der Eisenzeit bis in die frühchristliche Zeit errichtet. Auf der Insel gibt es annähernd 40.000 dieser oder baulich ähnlicher Einhegungen. Sie sehen modernen Tiergehegen ähnlich, deren Mauern aber viel dünner und aus regelmäßigen Steinen errichtet sind. Ihre Bedeutung liegt im kultischen oder sozialen Bereich.
Cashel ist auch der Name eines Ortes im County Tipperary. Siehe Rock of Cashel.

## Die Steinkiste
Die Steinkiste von Drumena liegt östlich des Zentrums eines kleinen, runden Cairns. Ihr etwa 20 cm dicker rechteckiger Deckstein, ist zur Seite verschoben und gibt Einblick in die etwa 60 cm tief Kiste.

## Andere Beispiele

### Nordirland
- das kleine (nur 15 m weite) Altagore Cashel (auch Altagore Dun) in der Nähe von Cushendun (im County Antrim)
- das dreifach konzentrisch umwallte Nendrum im Co. Down
- das „White Fort“ genannte Cashel (ebenfalls mit einem Souterrain) bei Drumaroad im Co. Down barg außerdem die Reste eines Stein- und eines Lehmbaus.

### Republik Irland
In der Republik Irland gibt es Steinforts deren Mauerwerk bedeutend höher und breiter ist u. a.:
- Staigue Fort (County Kerry)
- Grianán von Aileach (im County Donegal).